# Convolvulus lilloi
Convolvulus lilloi är en vindeväxtart som beskrevs av O'donell. Convolvulus lilloi ingår i släktet vindor, och familjen vindeväxter. Inga underarter finns listade i Catalogue of Life.